# Textura
 (janvier 2023).

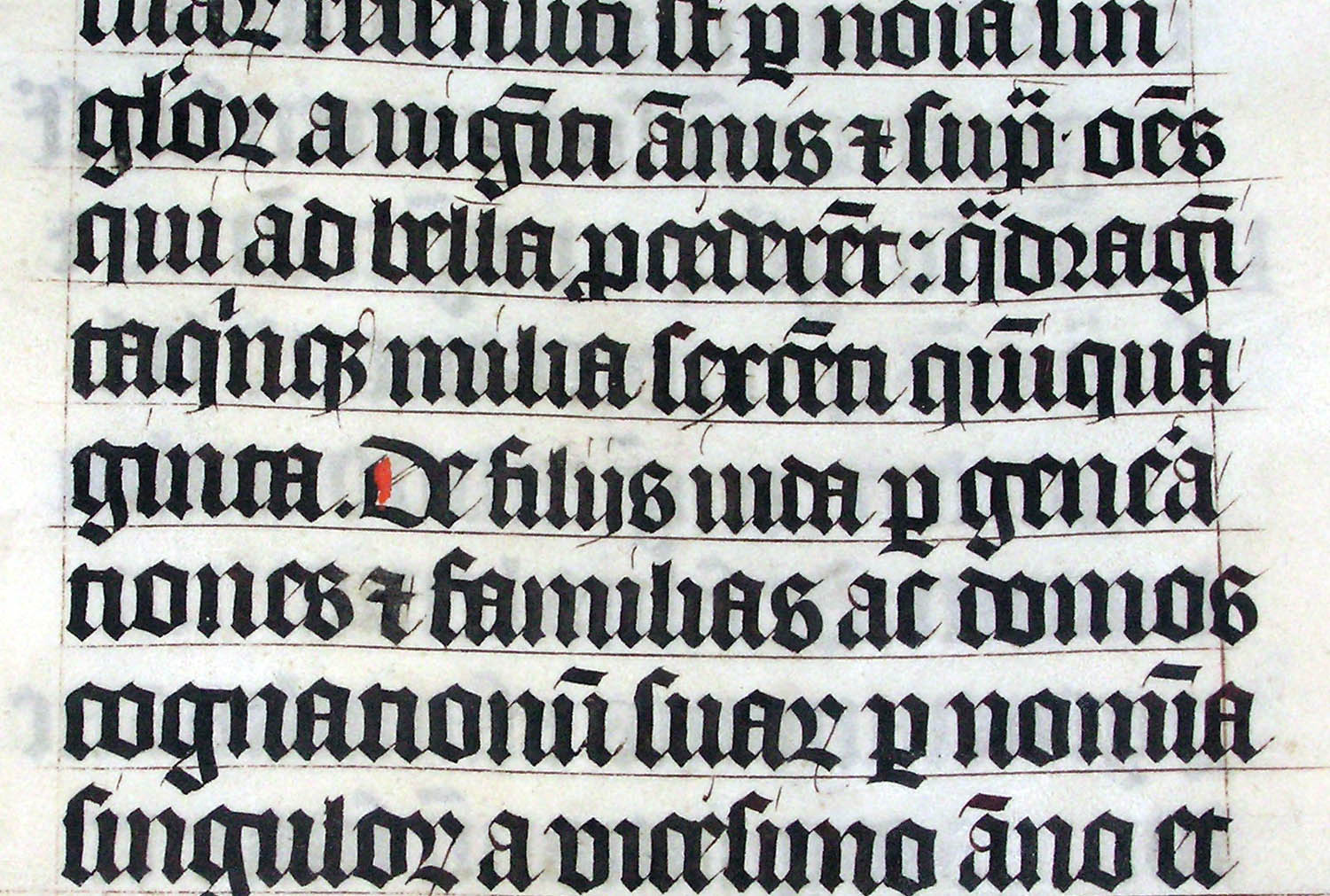
Bible de Malmesbury, calligraphiée en Belgique par Gerard Brils, en 1407.

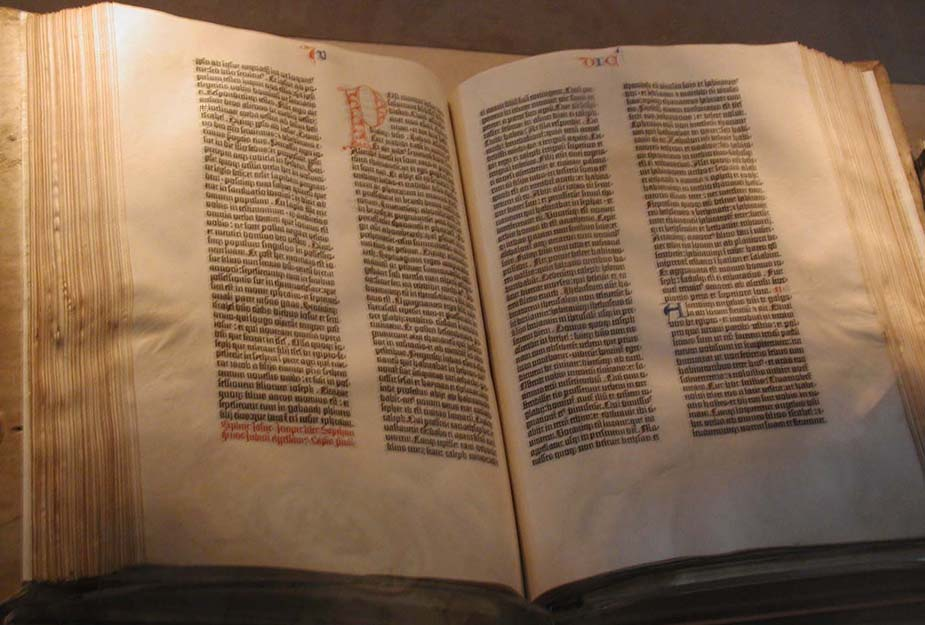
Bible de Gutenberg.

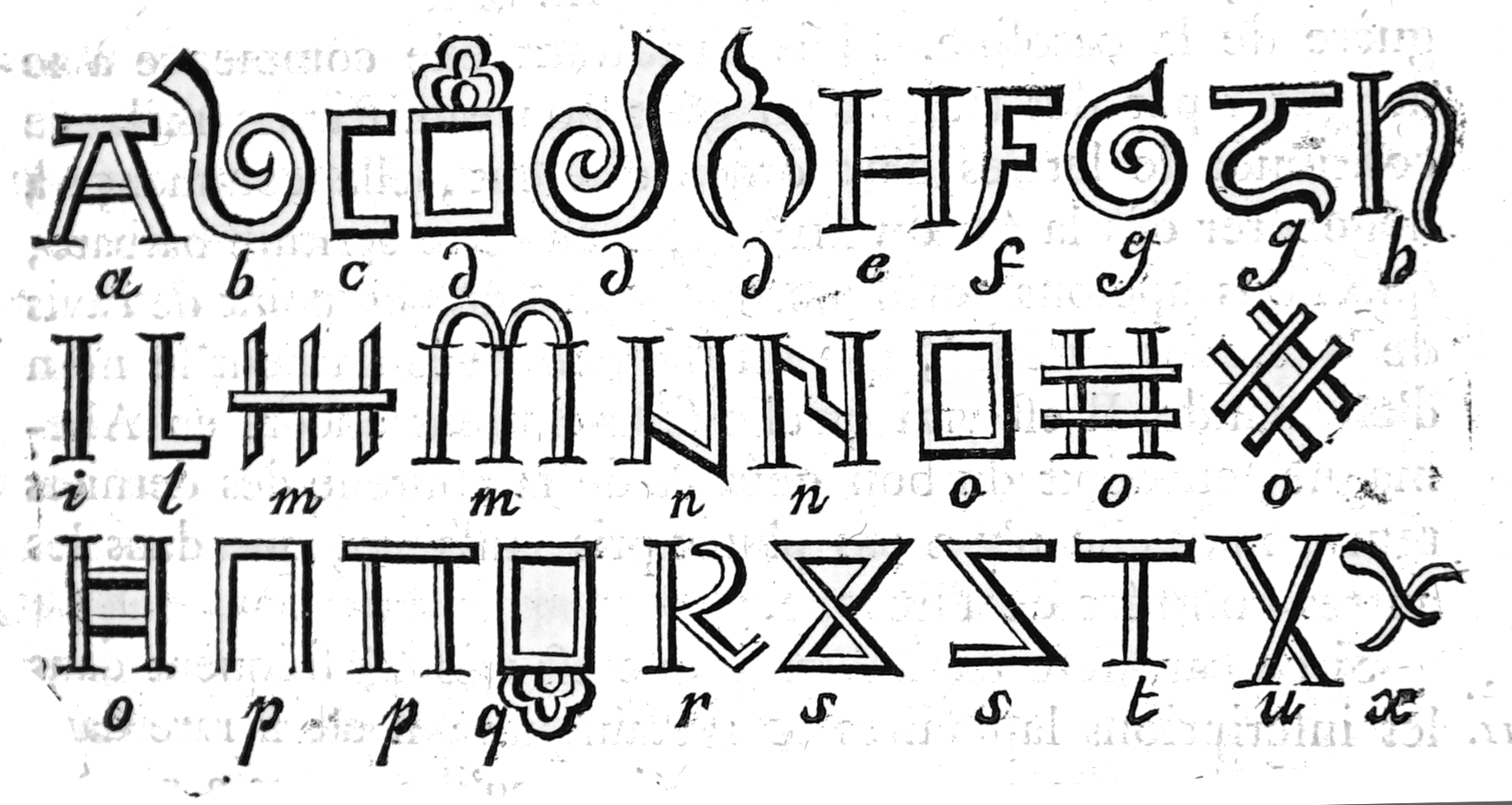
Utilisées dans un manuscrit de la cathédrale de Wirstbourg.

La textura est une écriture gothique utilisée du XIIIe au XVe siècle.

## Définition
Esthétiquement parlant, elle se caractérise par un effet de forte densité du texte, de trame et de régularité ou de « texture », produit par des fûts verticaux, réguliers épais et serrés.
On a parfois mis en avant le prix élevé du parchemin et la nécessité de faire entrer le plus de texte possible dans peu d'espace, mais l'épaisseur du trait vertical ne justifie pas totalement cette explication, de même que la présence fréquente de bords ou bandes de séparation de colonnes vierges de texte.
On a aussi évoqué l'élan vertical de l'architecture gothique.
La textura se subdivise en de très nombreux styles, parmi lesquels on a pu distinguer cinq tendances :
1. textus quadratus (texte carré, textura quadrata),
2. textus prescissus (texte resserré),
3. littera textualis formata (lettre de texte en forme),
4. littera textualis (lettre de texte),
5. littera textualis currens (lettre de texte cursive).

Les premiers caractères mobiles en plomb créés par l'imprimerie occidentale, d'abord par Gutenberg, ont été des reproductions de l'écriture manuscrite en usage, la textura.